# Bihorel
Bihorel és un municipi francès situat al departament del Sena Marítim i a la regió de Normandia. L'any 2012 tenia 8.268 habitants.

## Història
A partir de l'1 de gener de 2012, es fusiona amb Bois-Guillaume i conformen el "municipi nou" Bois-Guillaume-Bihorel. Es va restablir l'1 de gener de 2014.

## Demografia

### Població
El 2007 la població de fet de Bihorel era de 8.461 persones. Hi havia 3.828 famílies de les quals 1.440 eren unipersonals (334 homes vivint sols i 1.106 dones vivint soles), 1.037 parelles sense fills, 945 parelles amb fills i 406 famílies monoparentals amb fills.
La població ha evolucionat segons el següent gràfic:

### Habitatges
El 2007 hi havia 4.071 habitatges, 3.881 eren l'habitatge principal de la família, 17 eren segones residències i 174 estaven desocupats. 1.787 eren cases i 2.281 eren apartaments. Dels 3.881 habitatges principals, 2.154 estaven ocupats pels seus propietaris, 1.689 estaven llogats i ocupats pels llogaters i 38 estaven cedits a títol gratuït; 89 tenien una cambra, 396 en tenien dues, 754 en tenien tres, 1.124 en tenien quatre i 1.518 en tenien cinc o més. 2.020 habitatges disposaven pel capbaix d'una plaça de pàrquing. A 2.015 habitatges hi havia un automòbil i a 1.198 n'hi havia dos o més.

### Piràmide de població
La piràmide de població per edats i sexe el 2009 era:
| Homes | Edats   | Dones |
| ----- | ------- | ----- |
| 0     | 95 o +  | 16    |
| 4     | 90 a 94 | 44    |
| 48    | 85 a 89 | 100   |
| 60    | 80 a 84 | 104   |
| 156   | 75 a 79 | 232   |
| 172   | 70 a 74 | 236   |
| 228   | 65 a 69 | 308   |
| 160   | 60 a 64 | 216   |
| 232   | 55 a 59 | 288   |
| 296   | 50 a 54 | 404   |
| 252   | 45 a 49 | 324   |
| 328   | 40 a 44 | 380   |
| 236   | 35 a 39 | 328   |
| 256   | 30 a 34 | 248   |
| 240   | 25 a 29 | 320   |
| 236   | 20 a 24 | 336   |
| 316   | 15 a 19 | 232   |
| 376   | 10 a 14 | 288   |
| 340   | 5 a 9   | 264   |
| 224   | 0 a 4   | 220   |

## Economia
El 2007 la població en edat de treballar era de 5.218 persones, 3.758 eren actives i 1.460 eren inactives. De les 3.758 persones actives 3.448 estaven ocupades (1.620 homes i 1.828 dones) i 310 estaven aturades (169 homes i 141 dones). De les 1.460 persones inactives 532 estaven jubilades, 606 estaven estudiant i 322 estaven classificades com a «altres inactius».

### Ingressos
El 2009 a Bihorel hi havia 3.843 unitats fiscals que integraven 8.722 persones, la mediana anual d'ingressos fiscals per persona era de 21.472 €.

### Activitats econòmiques
Dels 377 establiments que hi havia el 2007, 12 eren d'empreses extractives, 7 d'empreses alimentàries, 1 d'una empresa de fabricació de material elèctric, 10 d'empreses de fabricació d'altres productes industrials, 24 d'empreses de construcció, 72 d'empreses de comerç i reparació d'automòbils, 5 d'empreses de transport, 10 d'empreses d'hostatgeria i restauració, 25 d'empreses d'informació i comunicació, 37 d'empreses financeres, 20 d'empreses immobiliàries, 79 d'empreses de serveis, 49 d'entitats de l'administració pública i 26 d'empreses classificades com a «altres activitats de serveis».
Dels 55 establiments de servei als particulars que hi havia el 2009, 1 era una comissaria de policia, 1 oficina d'administració d'Hisenda pública, 1 oficina de correu, 5 oficines bancàries, 1 funerària, 2 tallers de reparació d'automòbils i de material agrícola, 1 taller d'inspecció tècnica de vehicles, 1 establiment de lloguer de cotxes, 2 autoescoles, 5 paletes, 4 guixaires pintors, 1 fusteria, 4 lampisteries, 3 electricistes, 3 empreses de construcció, 7 perruqueries, 1 veterinari, 7 restaurants, 3 agències immobiliàries, 1 tintoreria i 1 saló de bellesa.
Dels 27 establiments comercials que hi havia el 2009, 2 eren supermercats, 4 botiges de menys de 120 m², 7 fleques, 5 carnisseries, 1 una peixateria, 2 botigues de roba, 1 una botiga de roba, 2 botigues d'electrodomèstics, 1 un drogueria i 2 floristeries.
L'any 2000 a Bihorel hi havia 3 explotacions agrícoles.

## Equipaments sanitaris i escolars
El 2009 hi havia 4 farmàcies i 1 ambulància. El 2009 hi havia 3 escoles maternals i 5 escoles elementals. Bihorel disposava de 2 col·legis d'educació secundària amb 672 alumnes.

## Poblacions properes
El següent diagrama mostra les poblacions més properes.